# Douglas Elliman
Douglas Elliman is een Amerikaans vastgoedbedrijf.
Douglas Elliman heeft meer dan 7.000 makelaars in dienst en heeft in totaal 113 kantoren in New York en een aantal andere regio's in de Verenigde Staten. 
Het bedrijf heeft ook een aantal dochterondernemingen met betrekking tot vastgoeddiensten, zoals Douglas Elliman Development Marketing, Douglas Elliman Property Management, DE Commercial en DE Title.

## Geschiedenis en overzicht
Douglas Elliman werd in 1911 opgericht door Douglas L. en Roland Elliman vanuit de kelder in het huis van een van de oprichters op 421 Madison Avenue in Manhattan. Het bedrijf werd in 1989 verkocht aan de familie Milstein ( Seymour Milstein en Paul Milstein ) en vervolgens weer aan Insignia Financial Group (nu CB Richard Ellis).  In 2003 werd Douglas Elliman  door Insignia verkocht aan Montauk Battery Realty.  Dit is een onderdeel van New Valley LLC, een dochteronderneming van de Vector Group.
In 2012 schrapte het bedrijf "Prudential" uit zijn naam en keerde terug naar zijn oorspronkelijke naam uit 1911. Het heeft sinds 2014 een partnerschap met het in Londen gevestigde Knight Frank LLP voor residentieel vastgoed. Onderdelen van Douglas Elliman zijn Douglas Elliman Development Marketing (marketing van (nieuw)bouwprojecten), Douglas Elliman Property Management (vastgoedmanagement), DE Commercial (commercieel vastgoed) en DE Title (hypotheken).

## Regionale vestigingen
Douglas Elliman is actief in de regio's/staten: New York, Florida, Californië, Connecticut, Colorada, Massachusetts, Texas en New Jersey. 

## Filantropie
De filantropische donaties van Douglas Elliman omvatten de American Heart Association, Central Park Conservancy, het Gold Coast Film Festival en Big Brothers Big Sisters of New York City. In 2013 schonk het bedrijf $ 100.000 aan de Southampton Hospital Foundation.